# Венсан Праплан
Венсан Праплан (фр. Vincent Praplan; Сијер/Зидерс, 10. јун 1994) професионални је швајцарски хокејаш на леду који игра на позицијама централног нападача.

## Клупска каријера
Преплан је играчку каријеру започео играјући за јуниорске екипе Сијере и Виспа, а потом је као петнаестогодишњи тинејџер прешао у редове екипе Клотена у чијем дресу је и дебитовао у сениорској конкуренцији у другом делу сезоне 2012/13. Потом је једну сезону провео играјући у јуниорској лиги Онтарија за екипу из Норт Беја, а како по окончању сезоне није успео да себи обезбеди место на улазном НХЛ драфту, враћа се у матични Клотен у чијем дресу игра наредне 4 сезоне.
Током лета 2017. учествовао је на тренинг камповима америчких НХЛ лигаша Чикаго блекхокса и Сан Хозе шаркса, а у исто време потписао је нови једногодишњи уговор са Клотен, уз клаузулу о раскиду уговора у случају понуде неког од клубова из НХЛ-а.
Почетком марта 2018. потписује предуговор са екипом Шаркса, учествује на летњем тренинг кампу свог тима, а сезону 2018/19. почиње као позајмљен играч Шаркса у њиховој АХЛ филијали Баракудама. У дресу Баракуда, Праплан је на почетку сезоне 2018/19, одиграо 27 утакмица уз учинак од 4 гола и 12 асистенција, а након што су га шаркси у фебруару 2019. трејдовали у екипу Флорида пантерса, сезону наставља играјући у дресу њихове филијале Спрингфилд тандербирда.

## Репрезентативна каријера
Праплан је играо за све млађе репрезентативне селекције Швајцарске, укључујући и наступ на светском првенству за играче до 20 година 2014. године.
За сениорски тим своје земље дебитовао је током 2016. године, а прво велико такмичење на ком је наступио је било Светско првенство 2017. у Келну и Паризу на ком је одиграо све утакмице за свој тим, уз учинак од 4 гола и 3 асистенције. Били су то уједно и његови први погодци у дресу сениорске репрезентације. 
Годину дана касније нашао се и на списку селектора Патрика Фишера за Олимпијски турнир у Сочију, а на 4 одигране утакмице није остварио запаженији статистички учинак. 
За репрезентацију је играо и на СП 2019. у Словачкој.